# Schloss Groeneveld

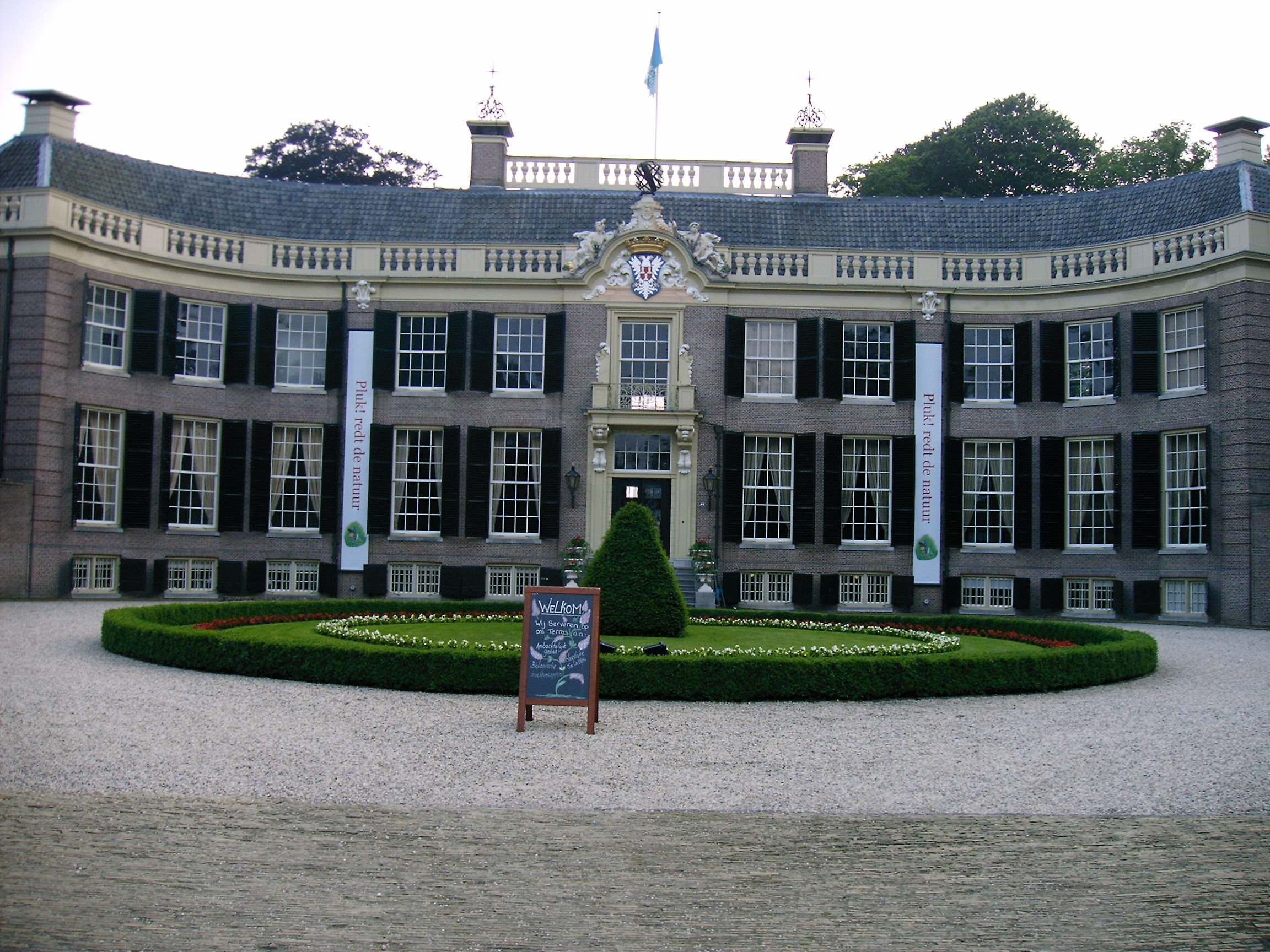
Schloss Groeneveld

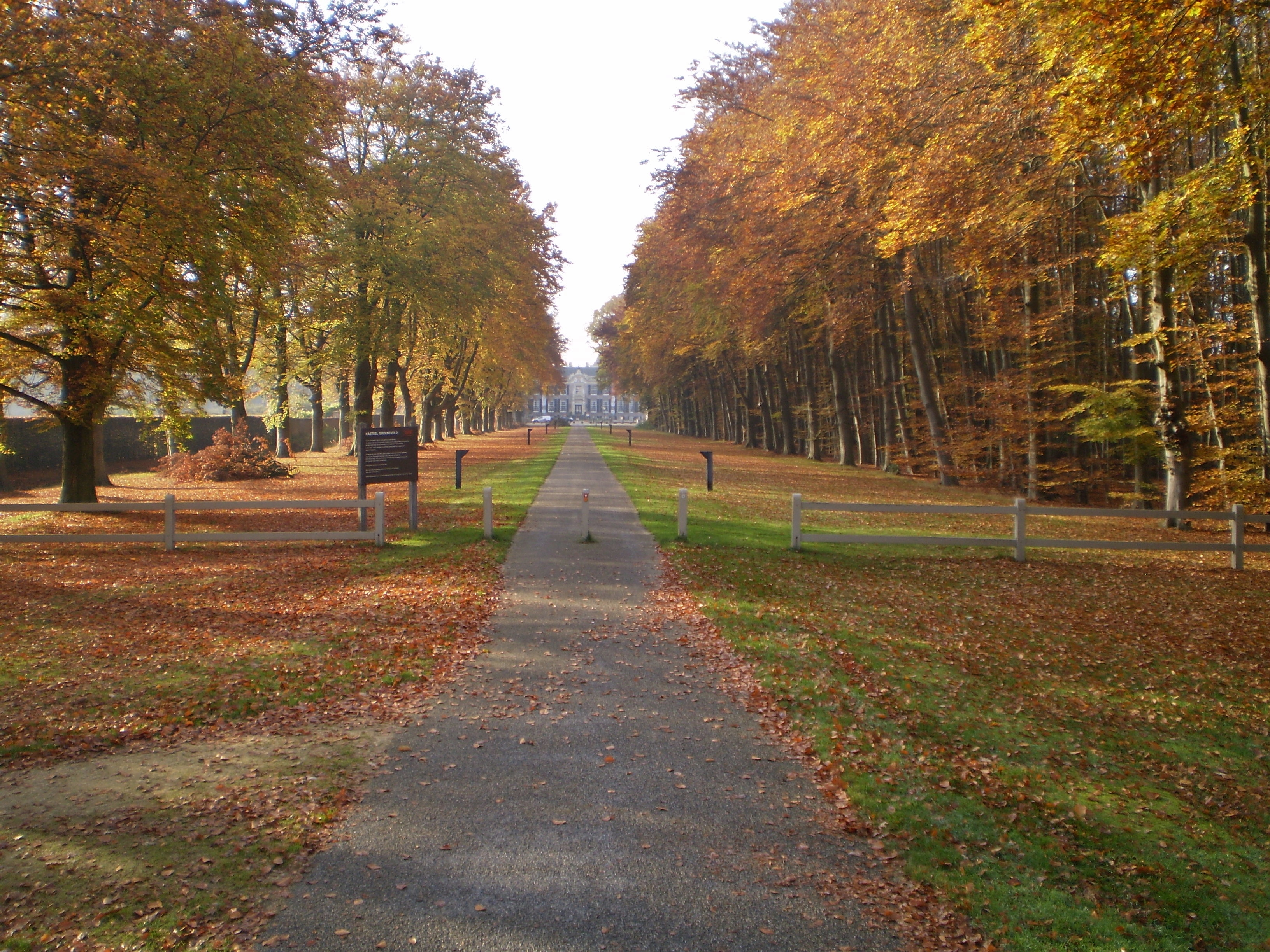
Blick zum Schloss durch die Hauptsichtachse

Schloss Groeneveld (niederländisch Kasteel Groeneveld) ist ein Landgut mit Schloss in der Gemeinde Baarn (Provinz Utrecht). Es wird von der Forstverwaltung als Außenstelle für Stadt und Land genutzt. Eine lange Zufahrt vom Amsterdamsestraatweg bildet die Sichtachse des Anwesens. Diese Sichtachse führt über den Flur im Erdgeschoss bis etwa zwei Kilometer in den Wald hinter dem Schloss. In der Vergangenheit reichte die Sichtachse sogar bis nach Monnikenberg in Richtung Hilversum und in Richtung Norden.

## Schloss
Im siebzehnten und achtzehnten Jahrhundert war es für wohlhabende Amsterdamer üblich, ein Landhaus zu kaufen, in dem sie sich im Sommer erholen konnten. Häufig lagen diese Güter an der Grenze zwischen Sand- und Torfböden. Die Landgüter in ’t Gooi (’s-Graveland), entlang der Vecht und am inneren Rand der Dünen (Keukenhof) sind Beispiele dafür.

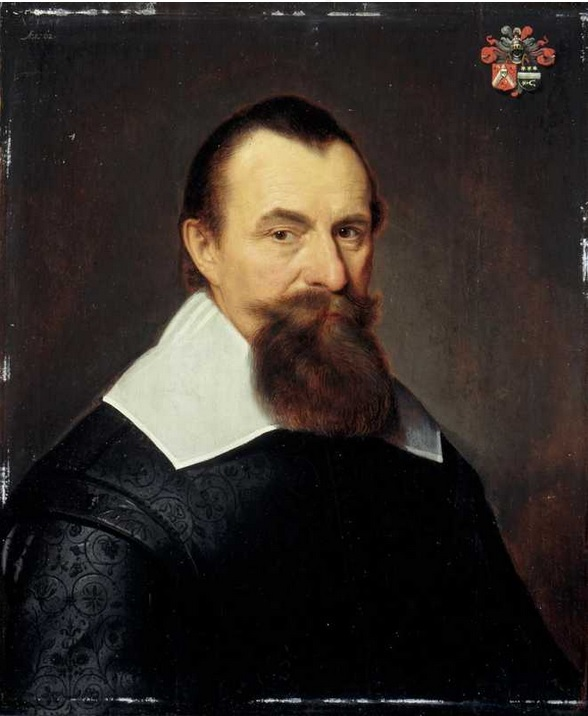
Anonymes Porträt des Marcus Mamuchet

### Marcus Mamuchet (Senior)
Marcus Mamuchet (1575/76 – nach 1638) entstammte einer Kupferschmiedefamilie, die wegen religiöser Verfolgung aus Frankreich geflohen war. Da die Familie auch die Herrschaft Houdringue südwestlich von Lille besaß, fügte sie dem Familiennamen den Namen „van Houdringen“ hinzu. Ihr Sohn Andries (de) Mamuchet heiratete Cornelia de Malepart, die das Landhaus De Eult bei Soestdijk besaß. Im Jahr 1671 zogen sie auf das Gehöft De Biesen in der Nähe von Baarn am „weggh naar ’t groene wout“, der einst zum Schloss Drakenburg gehörte. De Biesen war zuvor im Besitz der Familie Deutz gewesen, Andries war der Schwager von Elisabeth Deutz. Nach dem Tod von Andries am 8. September 1684 erwarb der unverheiratete Sohn Marcus Mamuchet jr. das Gehöft und das drei Kilometer lange Landgut. 1710 ließ er an der Stelle eines alten Gehöfts ein fast quadratisches Sommerhaus errichten. Es bestand aus dem mittleren Teil des heutigen Hauptgebäudes, dem Kutschenhaus und der Orangerie. Das Haus bestand aus einem Keller, einem Erdgeschoss und einem ersten Stock. Es hatte ein schräges Walmdach mit Schornsteinen an den Ecken. Der Garten wurde im formellen französischen Stil angelegt. Das Jagdhaus links der Einfahrt wurde ebenfalls zu dieser Zeit gebaut. Marcus lebte zurückgezogen, obwohl er Besuch von seiner Familie im nahe gelegenen Houdringe in De Bilt erhielt. Er starb 1730 kinderlos; seine Nichten verkauften das Anwesen.

### Cornelis Hasselaar
Der nächste Bewohner war Cornelis Hasselaer, der das Gut Eemnes-Binnen und -Buiten 1735 für 3000 Gulden ersteigerte. Er starb am 28. November 1737 und wurde in der St.-Nikolaus-Kirche beigesetzt. Sein Sohn Pieter Cornelisz Hasselaer, 17 Jahre alt, erbte das Gut. Er verkaufte es 1755 und ging nach Indien.
Der nächste Bewohner war Jan Lucas van der Dussen. Um 1760 wurden zwei halbrunde Flügel an das Schloss angebaut. Hasselaer kaufte das Schloss im Jahr 1774. Nach seinem Tod im Jahr 1797 ging das Schloss in den Besitz von Joan Huydecoper van Maarsseveen (1769–1836) über.

## Bewohner und Nutzer
- 1696–1730 Marcus Mamuchet
- 1730–1735 Arend van der Waeyen
- 1735–1737 Cornelis Hasselaer
- 1737–1755 Pieter Cornelis Hasselaer
- 1755–1774 Jan Lucas van der Dussen
- 1774–1797 Pieter Cornelis Hasselaer
- 1797–1836 Joan Huydecoper van Maarsseveen
- 1836–1864 Witwe Johanna Louise van Tets
- 1864–1873 Sophia Fabricus van Leijenburg, verheiratet mit S.M. Freiherr van Heemstra
- 1873–1921 Sophia van Heemstra, verheiratet mit Louis Reinier Baron Taets van Amerongen
- 1921–1940 Witwe Agneta Margaretha Catharina van Reenen (2. Ehefrau)
- 1940 – heute Kommission für Forstwirtschaft

## Park

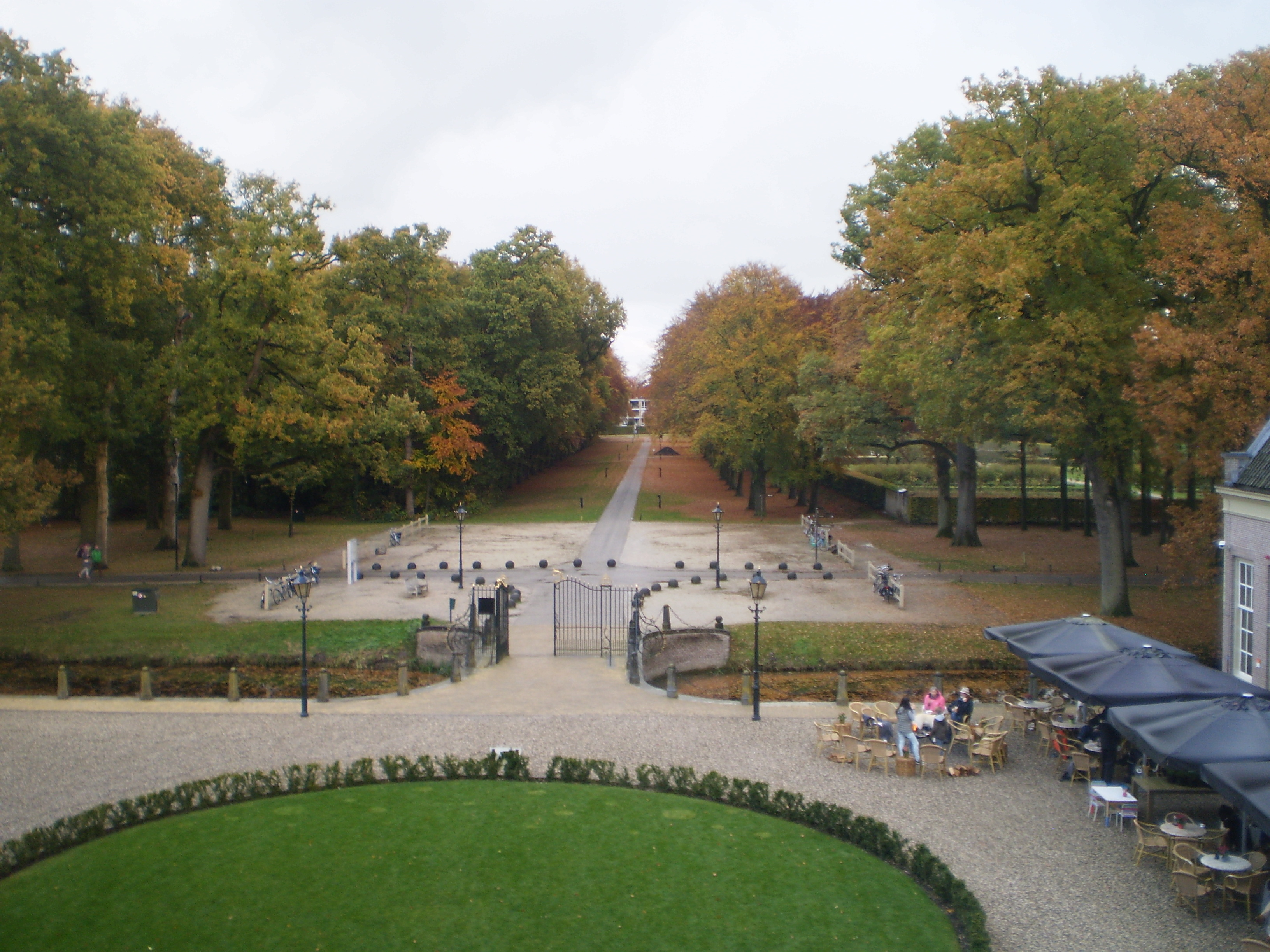
Auffahrt
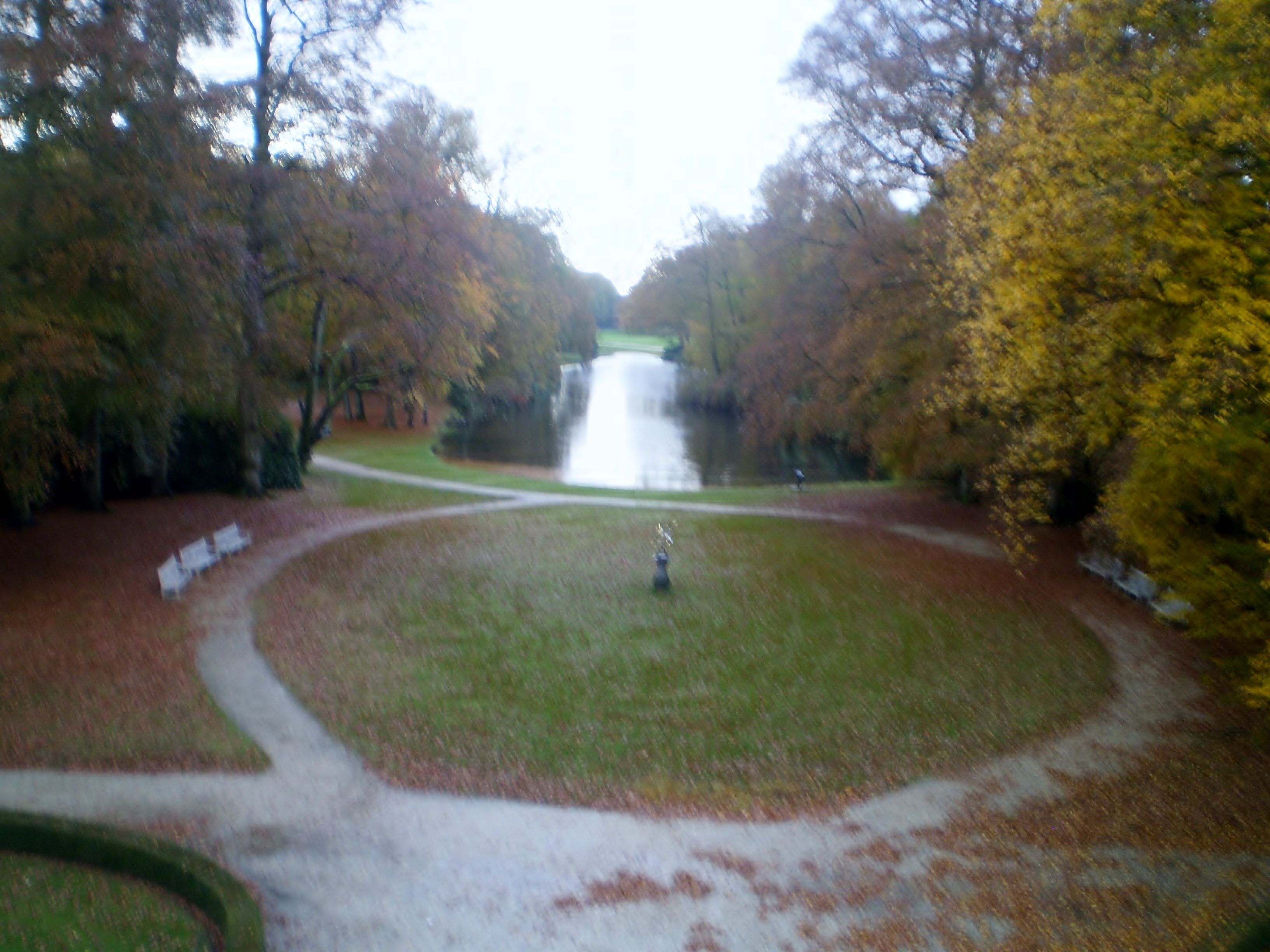
Blick vom Groeneveld auf den Park
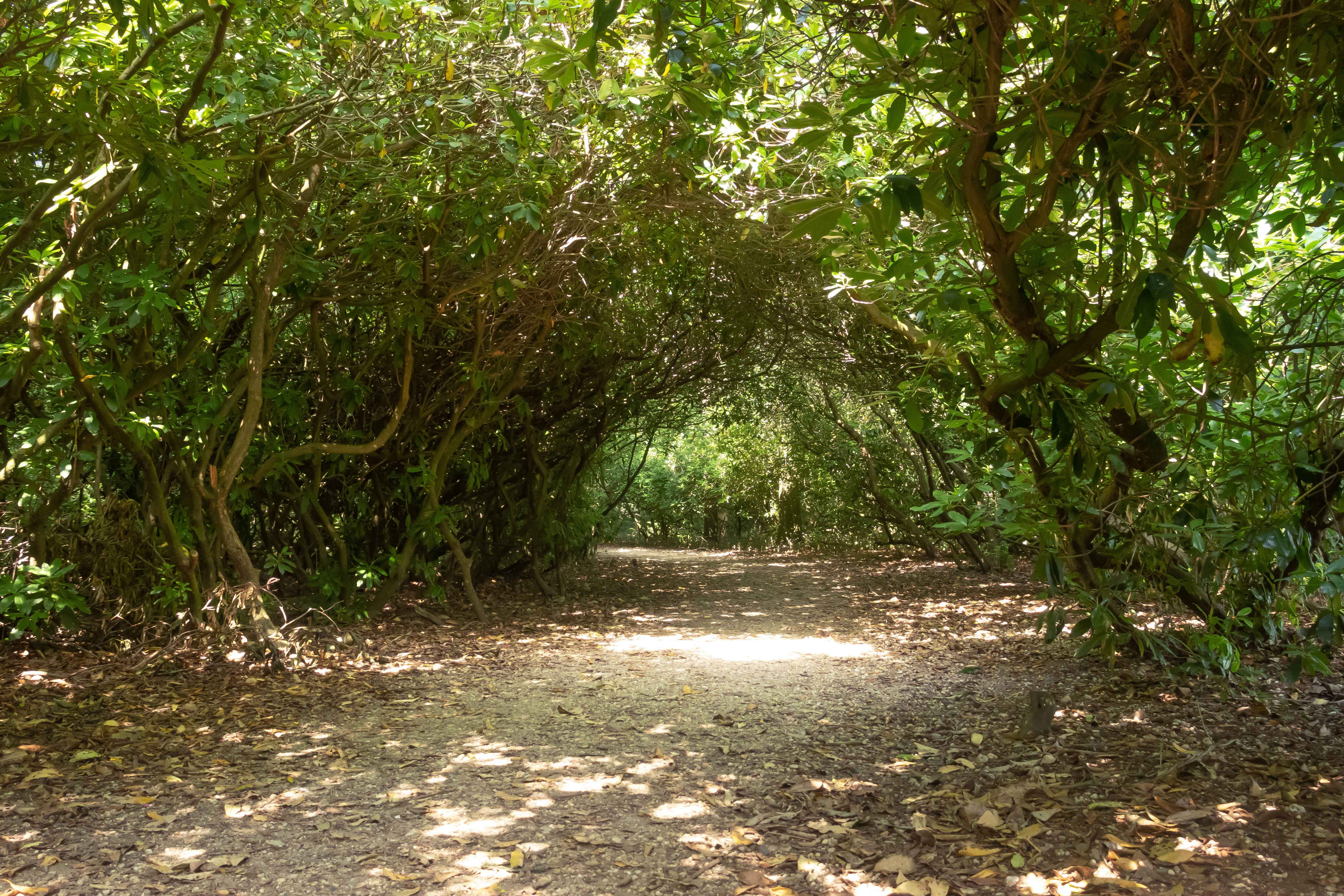
Im Park in der Nähe des Schlosses

Das Gelände rund um das Schloss ist etwa 130 Hektar groß und wird von der „Staatsbosbeheer“ (Staatliche Forstverwaltung) verwaltet. Der Park von Schloss Groeneveld wurde im Stil des holländischen Barock angelegt, der sich durch strenge geometrische Formen und imposante Zufahrten auszeichnet.
Als der englische Landschaftsgarten im achtzehnten und neunzehnten Jahrhundert populär wurde, wurde der Park umgestaltet. Es wurden Wasserspiele, Hügel, gewundene Wege und Baumgruppen angelegt. Vor allem nach 1830 wurde der Landschaftsstil in Groeneveld perfektioniert. Auch ein Eiskeller wurde gebaut. Er wird jetzt von einer Fledermauspopulation (Braunes Langohr) bewohnt.
Nachdem der Garten jahrzehntelang vernachlässigt worden war, wurde er Ende der 1970er Jahre von Michael van Gessel restauriert, wobei die Landschaftsstile aus den verschiedenen Epochen erhalten blieben und zu einem einheitlichen Ganzen zusammengefügt wurden.

## Bauten in der Nähe des Schlosses
- Ochsenstall von Schloss Groeneveld
- Eiskeller von Schloss Groeneveld
- Bauernhof Ravenstein
- Orangerie von Schloss Groeneveld
- Kutschenhaus von Schloss Groeneveld
- Gartenmauer von Schloss Groeneveld

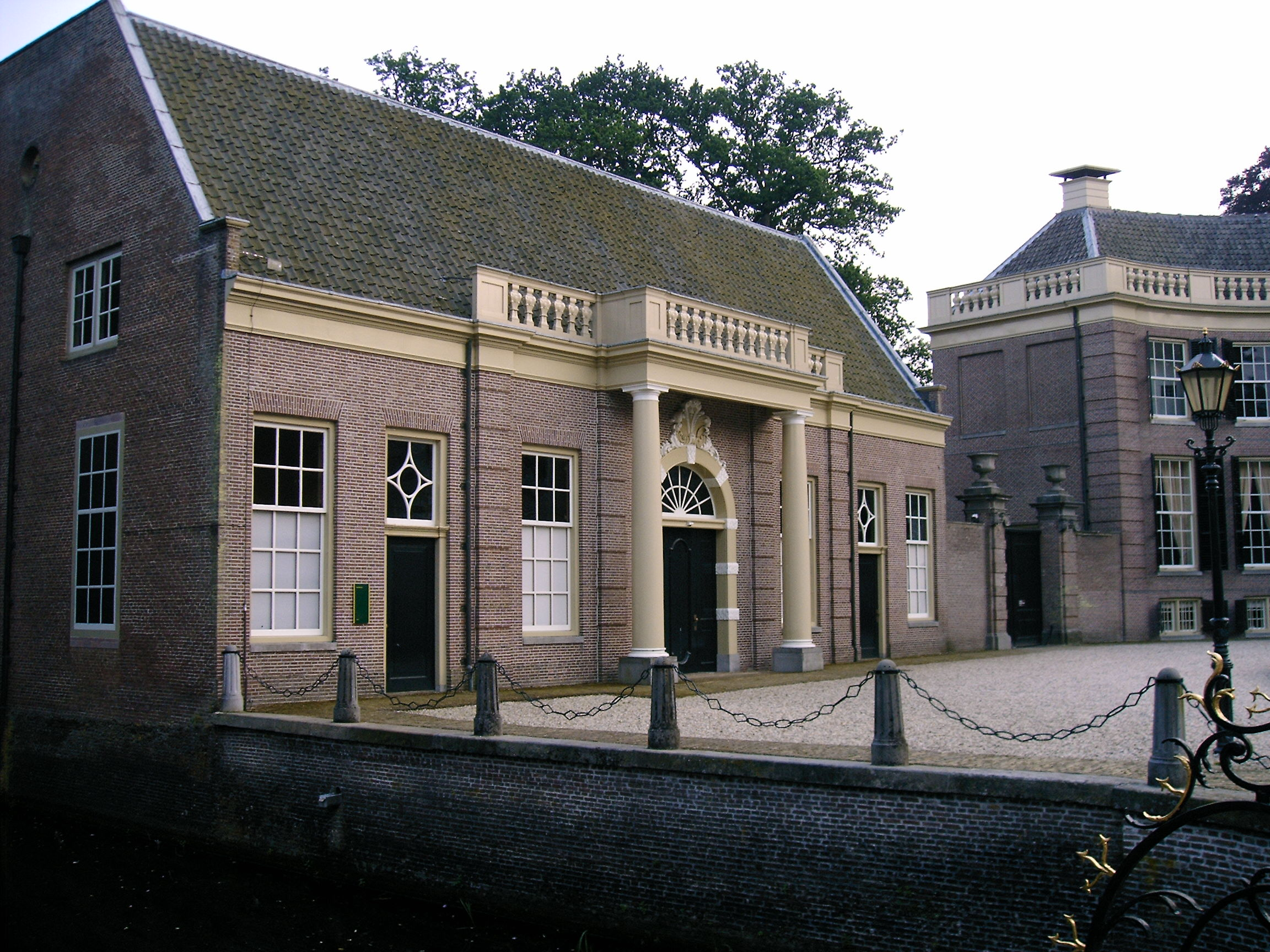
Kutschenhaus
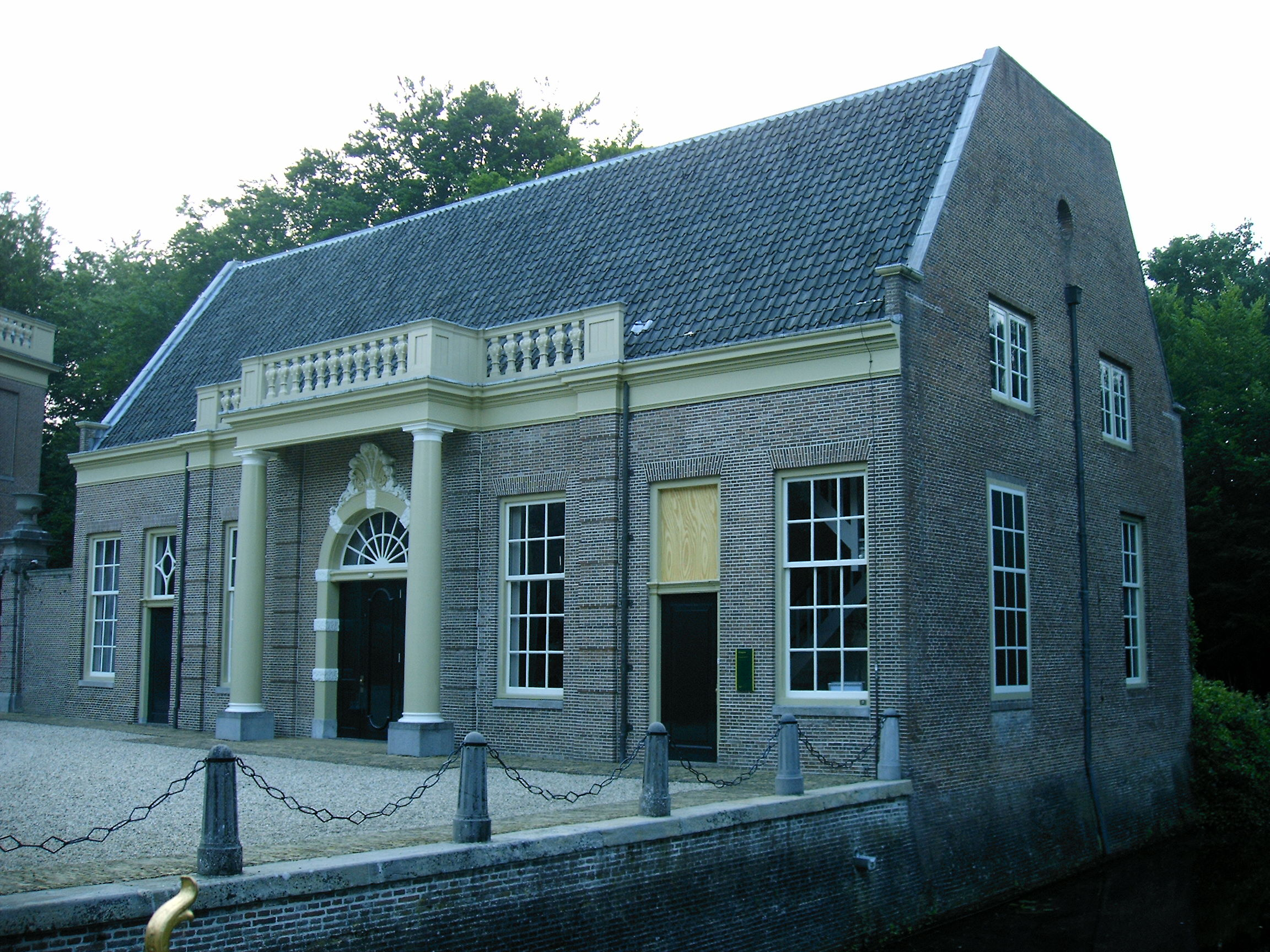
Orangerie
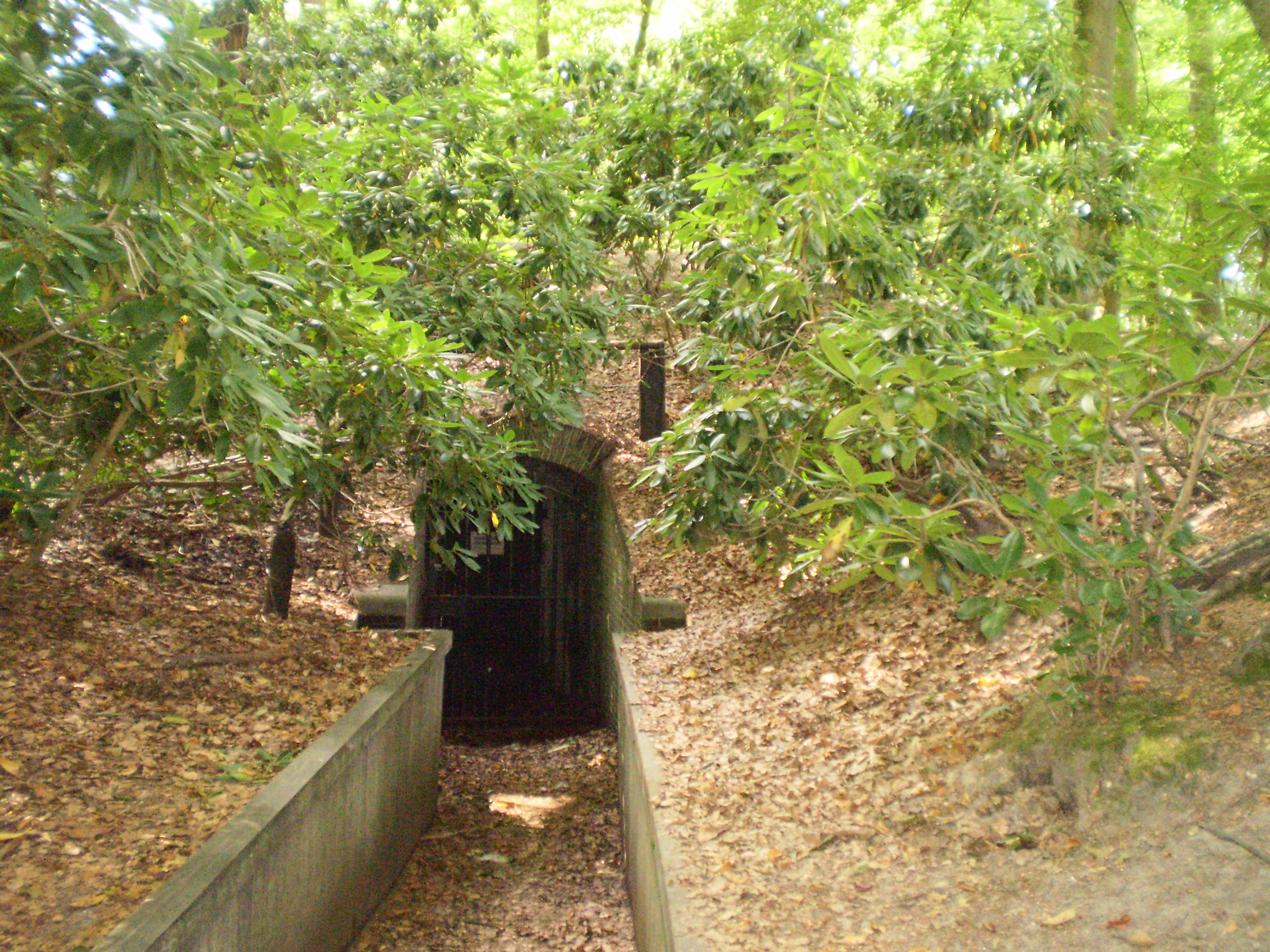
Eiskeller
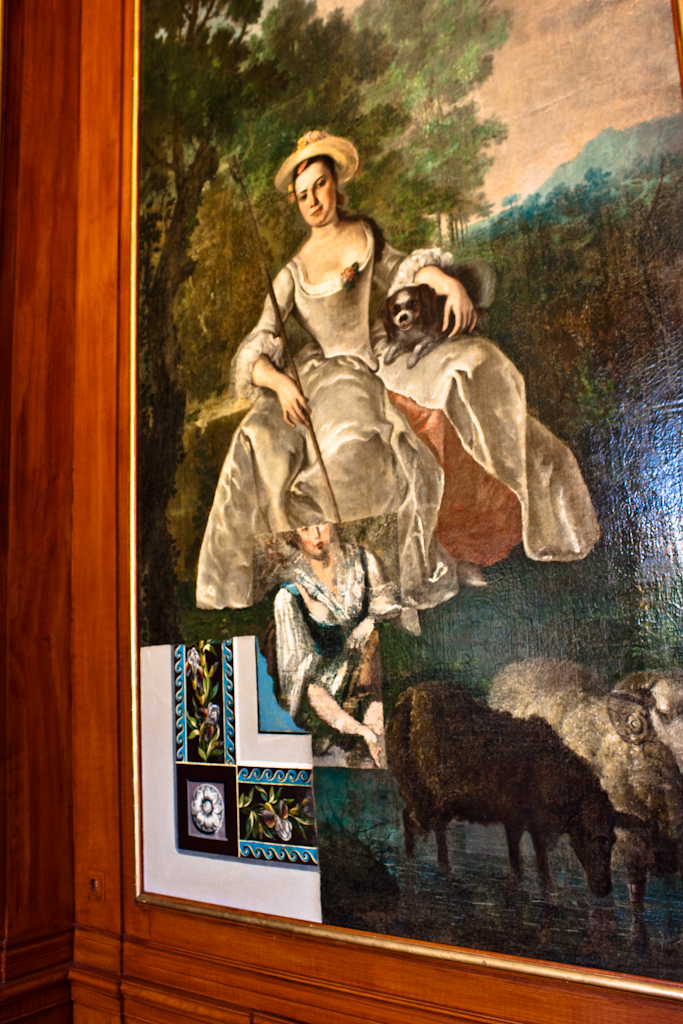
Porträt van Johanna Maria Chalon (1741–1774), Ehefrau von Jan Lucas van der Dussen (von Hieronymus Lapis)

## Museum
Das Schloss beherbergt eine der drei Xylographien der Niederlande. Alle drei wurden im achtzehnten Jahrhundert von Alexander Schlümbach (1772–1835) im Auftrag von König Louis Napoleon hergestellt.

## Groeneveld-Preis
Die Groeneveld-Stiftung vergibt seit dem Jahr 2000 jedes Jahr den Groeneveld-Preis auf dem Schloss. Der mit 5 000 Euro dotierte Preis ist für eine Person oder Organisation bestimmt, die sich in außergewöhnlicher Weise um die Sensibilisierung für die Bedeutung von Natur und Landschaft für heutige und zukünftige Generationen bemüht hat. Damit will die Stiftung die Diskussion über die Nutzung des ländlichen Raums anregen.